# Sphagnales
Ordre
Les Sphagnales sont un ordre de mousses, les sphaignes. C'est le seul ordre de la classe des Sphagnopsida selon certains auteurs. L'ordre comprend alors deux familles : les Sphagnaceae et les Ambuchananiaceae.
D'autres auteurs placent les Ambuchananiaceae dans un ordre qui leur est dédié, les  Ambuchananiales.
Les Sphagnales, selon les phylogénies moléculaires, sont proches des Takakiales, et avec elles, sont à la base des Bryophytes.

## Liste des familles et genres
Selon NCBI (30 sept. 2016) :
- famille Ambuchananiaceae
  - genre Ambuchanania
  - genre Eosphagnum (avec la seule espèce Eosphagnum inretortum)
- famille Flatbergiaceae
  - genre Flatbergium
- famille Sphagnaceae
  - genre Sphagnum

Selon ITIS (30 sept. 2016) :
- famille Sphagnaceae
  - genre Sphagnum